# Vanderlei Luxemburgo
Vanderlei Luxemburgo da Silva, más helyeken Wanderley Luxemburgo (Nova Iguaçu, 1952. május 10.) brazil labdarúgóedző.

## Életpályája
Rio de Janeiro államban született.
2020 januárjában a CR Vasco da Gama edzője lett.

## Csapatai
- 1983: Campo Grande
- 1983/1984: Rio Branco
- 1984: Friburguense
- 1984/1985: Ál-Ittihád (Szaúd-Arábia)
- 1985/1986: Democrata
- 1986/1987: Fluminense (U-20)
- 1987: América
- 1987/1988: Fluminense (U-20)
- 1989/1990: Bragantino
- 1991: Guarani
- 1991/1992: Flamengo
- 1992/1993: Ponte Preta
- 1993/1994: Palmeiras
- 1995: Paraná Clube
- 1995: Flamengo
- 1995/1996: Palmeiras
- 1997/1998: Santos
- 1998/1999: Corinthians
- 1998/2000: Brazil válogatott
- 2000: Brazil olimpiai válogatott
- 2001/2002: Corinthians
- 2002: Palmeiras
- 2002/2004: Cruzeiro
- 2004: Santos
- 2004/2005: Real Madrid
- 2005/2006: Santos
- 2008/2009: Palmeiras
- 2009: Santos
- 2010: Atlético Mineiro
- 2010/2012: Flamengo
- 2012/2013: Grêmio
- 2013: Fluminense
- 2014/2015: Flamengo
- 2015: Cruzeiro
- 2016/: Tianjin Soangjiang

## Címei
- 5-szörös brazil állami bajnok (1993, 1994, 1998, 2003, 2004)
- 1-szeres brazil másodosztályú bajnok (1989)
- 1-szeres brazil kupagyőztes (2003)
- 5-szörös São Paulo-i bajnok (1990, 1993, 1994, 1996, 2001)
- 1-szeres Espírito Santo-i bajnok (1983)
- 1-szeres Minas Gerais-i bajnok (2003)
- 1-szeres Guanabara-kupagyőztes (1995)
- 2-szeres Rio-São Paulo Torna-győztes (1993, 1997)
- 1-szeres Copa América-győztes (1999)
- 1-szeres Elő-olimpiai tornagyőztes (2000)

## Külső hivatkozások
- Életrajz